# 有机铋化学
有机铋化学是指研究碳（C）和铋（Bi）之间化学键的化学分支，它自1980年以后才慢慢发展起来。有机铋化合物中，铋可以以+3或+5氧化态存在。
有机铋化合物包括烃基铋及其卤化物、铋叶立德、有机铋氢化物，以及含Bi-Bi单键或Bi=Bi双键的化合物等。铋杂苯是氮族元素类似物中稳定性最低的一个，仅能通过光谱检测或DA反应来证明它的存在。4-叔丁基铋杂苯稳定性略好一些。铋咯的衍生物也已被制得。
三烃基铋和卤素（Cl2、Br2、I2）反应，产生R2BiX和RX，但三芳基铋只有和碘反应产生类似产物（Ar2BiI和ArI），和氯、溴得到Ar3BiX2。三烃基铋和三卤化铋反应，亦能得到卤化物（R2BiX和RBiX2）。
五苯基铋和氯化氢、溴反应得到[Ph4Bi]+的卤化物，它们的热稳定性都较差，其中溴化物在-70℃就已经分解了，氯化物室温分解，但氯化物的水溶液稳定些。